# Nungal
Nungal (inaczej nazywana Maungal) – bogini, której kult szerzył się w Mezopotamii, szczególnie w mieście Nippur, gdzie znajdowała się świątynia jej poświęcona – E-kur. Kult Nungal osiągnął szczytową popularność pod koniec trzeciego i na początku drugiego tysiąclecia p.n.e. Nungal była bóstwem świata podziemnego. Uznawano ją za córkę bogini Ereszkigal, a jej małżonkiem miało być bóstwo niższego rzędu, Birtum. Ze związku z Birtumem zrodził się syn Dullum. W późniejszych okresach jej kult zanikł, a jej miejsce zajęło bóstwo Nintinuga.